# Hustjärnen, Bohuslän
Hustjärnen är en sjö i Tanums kommun i Bohuslän och ingår i Enningdalsälvens huvudavrinningsområde. Sjön är 6,5 meter djup, har en yta på 0,02 kvadratkilometer och är belägen 130,5 meter över havet.